# Makrorestrukturyzacja
Makrorestrukturyzacja – polega na przebudowie struktury gospodarki pojmowanej jako całości, co w efekcie prowadzi do zmiany proporcji tworzenia i podziału dochodu narodowego. Ukierunkowana jest na osiągnięcie długofalowych celów gospodarczych. 
Cechy makrorestrukturyzacji to m.in.:
- wiodąca rola państwa,
- podporządkowanie zmian strukturalnych określonemu programowi rozwoju gospodarczego,
- wykorzystanie mechanizmów systemu ekonomiczno-finansowego.

Makrorestrukturyzacja jest procesem, w którym państwo przyczynia się do szybszego rozwoju produktów, sektorów, regionów czy gospodarki.